# Middle Claydon
Middle Claydon – wieś w Anglii, w hrabstwie Buckinghamshire, w dystrykcie (unitary authority) Buckinghamshire. Leży 74 km na północny zachód od centrum Londynu. W 2001 miejscowość liczyła 190 mieszkańców.